# Nadleśnictwo Gdańsk
Nadleśnictwo Gdańsk – jednostka organizacyjna Lasów Państwowych podległa Regionalnej Dyrekcji Lasów Państwowych w Gdańsku. Siedziba Nadleśnictwa znajduje się w Gdyni. Nadleśnictwo zarządza większością lasów otaczających Trójmiasto i całością lasów wchodzących w skład Trójmiejskiego Parku Krajobrazowego. 
Nadleśnictwo tworzy 15  leśnictw: Biała, Cisowa, Dębogórze, Kamień, Marianowo, Matemblewo, Renuszewo, Rogulewo, Sopieszyno, Sopot, Stara Piła, Witomino, Wyspowo, Sobieszewo i Zwierzyniec.  
Leśnictwa pogrupowane są w obręby leśne: Gniewowo, Chylonia i Oliwa, które są dawnymi nadleśnictwami, które po scaleniu w 1977 roku utworzyły Nadleśnictwo Gdańsk.
31 stycznia 2022 Nadleśniczą Nadleśnictwa Gdańsk została Paulina Partyka–Drzazga, zastąpiła na stanowisku odchodzącego na emeryturę Janusza Mikosia.